# 小行星1673
小行星1673（1673 van Houten）是一颗围绕太阳公转的小行星。1937年10月11日，卡爾·威廉·萊茵姆特在海德堡发现了此天体。
該小行星以荷蘭天文學家科內利斯·約翰內斯·范豪滕命名。
这颗小行星的绝对星等为208.8728853839804等。